# Шурговашка

Шурговашка — река в России, протекает в Воскресенском районе Нижегородской области. Устье реки находится в 91 км по левому берегу реки Люнда. Длина реки — 15 км, площадь водосборного бассейна — 94,8 км².
Исток реки находится у деревни Шурговаш в 11 км к северо-западу от посёлка Воскресенское. Река течёт на юго-восток, затем на юго-запад; протекает деревни Пигалёво и Аршиново, а также село Шурговаш. Чуть ниже последнего впадает в реку Люнду.

## Данные водного реестра
По данным государственного водного реестра России относится к Верхневолжскому бассейновому округу, водохозяйственный участок реки — Ветлуга от города Ветлуга и до устья, речной подбассейн реки — Волга от впадения Оки до Куйбышевского водохранилища (без бассейна Суры). Речной бассейн реки — (Верхняя) Волга до Куйбышевского водохранилища (без бассейна Оки).
По данным геоинформационной системы водохозяйственного районирования территории РФ, подготовленной Федеральным агентством водных ресурсов:
- Код водного объекта в государственном водном реестре — 08010400212110000043755
- Код по гидрологической изученности (ГИ) — 110004375
- Код бассейна — 08.01.04.002
- Номер тома по ГИ — 10
- Выпуск по ГИ — 0